# Hřib smrkový
Hřib smrkový (Boletus edulis Bull. ex Fr.) je jedlá houba z řádu hřibotvarých z čeledi hřibovitých. Řadí se do sekce Edules a skupiny tzv. pravých hřibů a je považován za nejoblíbenější houbu na území České republiky a Slovenska.

## Synonyma
- Boletus bulbosus Schaeff.[3]
- Boletus edulis f. arcticus Vassilkov 1966
- Boletus edulis ssp. bulbosus Fr. (Schaeff.)[2]
- Boletus edulis ssp. bulbosus (Schaeff. ex. Schroet.) Pil.[4]
- Boletus esculentus Pers.
- Boletus filiae Gillet.
- Boletus solidus Sowerby 1809
- Dictyopus edulis (Bull.) Forq. 1890
- Leccinum edule (Bull.) Gray 1821
- Tubiporus edulis Schaeff. : Fr.
- hřib arktický
- hřib hlíznatý
- hřib obecný[3]
- hřib pravý[5]

Latinský (vědecký) název Boletus edulis znamená v překladu „hřib jedlý“. V České republice je dále znám pod lidovými názvy: bílý hřib, bílý kozák, červený hřib, doubravník, jalovcový hřib, nakládáček, smrčák, smrkovák a smrkovej doubravník. Pod označením „nakládačky“ se dříve na trzích draze prodávaly mladé bílé plodnice pocházející především ze smíšených smrkovo-dubových lesů.

## Vzhled

### Makroskopický

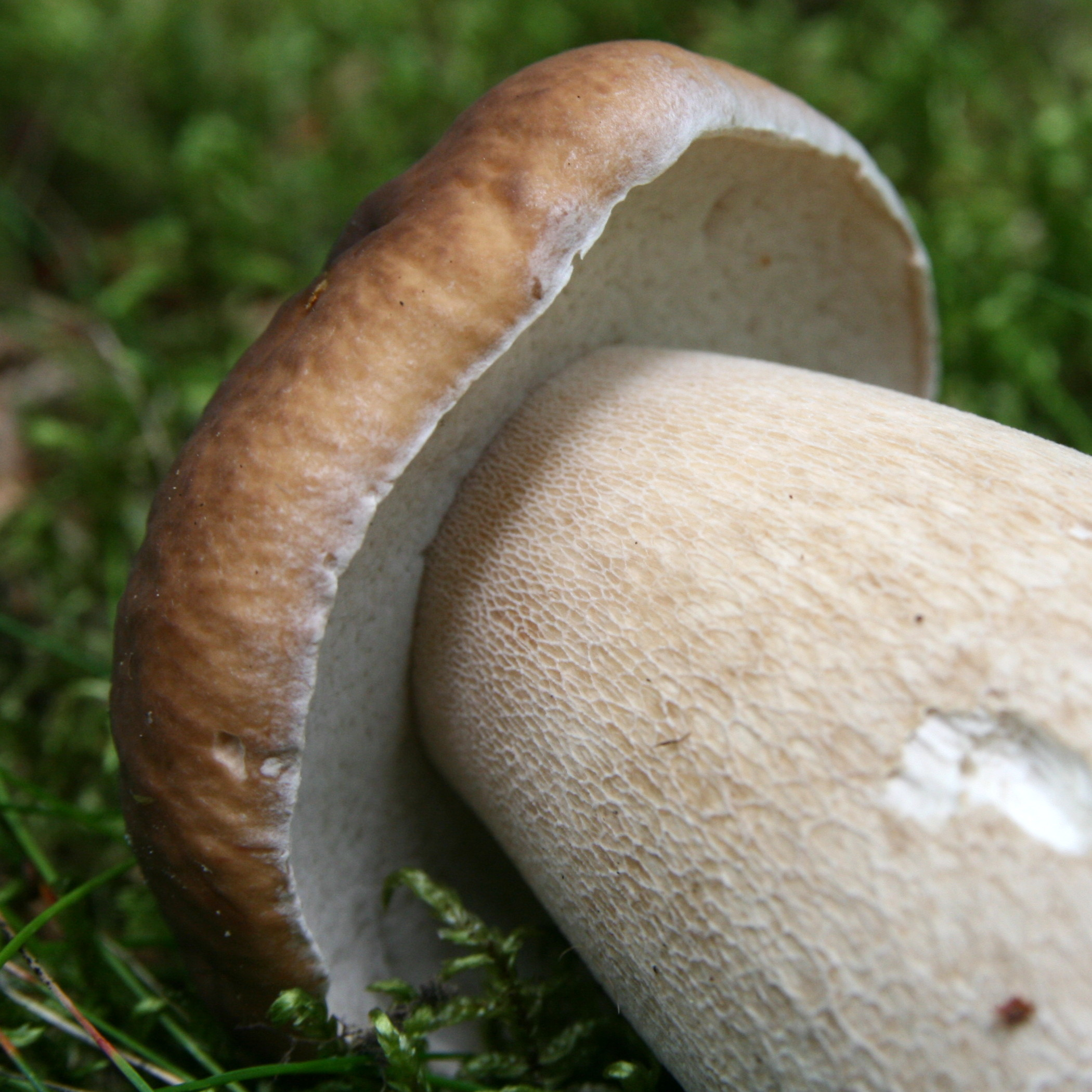
Hřib smrkový

Klobouk dosahuje 60–200 (250) milimetrů, povrch je nejdříve krátce bílý, na světle postupně hnědne, někdy až do tmavohnědé. Ve vzácných případech je stříbřitě ojíněn.
Rourky i póry mají nejprve bílé, poté žluté, žlutoolivové až ve stáří zelenoolivové zbarvení.
Třeň je nejprve bělavý až bílý, poté získává od horní části nahnědlé barvení. Pod nahnědlou částí bývá typicky hnědobíle žíhaný. Povrch kryje bílá síťka.
Dužnina je čistě bílá, pod pokožkou klobouku může mít nahnědlé nebo narůžovělé zbarvení. Chuť i vůně jsou příjemné, hřibovité.

### Mikroskopický
Výtrusy dosahují (13) 14–17 (20) × 4,5–6 μm, jsou hladké, protáhle vřetenovitě elipsoidní, někdy až válcovité, patrná je suprahilární deprese z boku.

## Výskyt
Vyskytuje se především v kyselých smrkových monokulturách, méně často pod borovicemi. Roste i ve smíšených nebo listnatých lesích, obvykle pod duby, buky a břízami. Smotlacha uvádí, že pod borovicemi (ale také pod lipami) se objevuje za zvláště příznivého počasí. V České republice se vyskytuje od nížin do hor, fruktifikuje od července do října, v příznivých letech se objevuje i na počátku prosince.

## Rozšíření
Hřib smrkový je velmi rozšířený na severní polokouli, v celé Evropě a Severní Americe. V literatuře je uváděno také rozšíření v rámci Asie, ale exempláře z tohoto území náleží podle biomolekulárních analýz k jinému druhu. Na jižní polokouli se přirozeně nevyskytuje, ale v jižní Africe a na Novém Zélandu byl vysazen uměle.
V České republice je známý z celého území – v rámci chráněných území byl popsán mimo jiné na následujících lokalitách:
- Podkomorské lesy (Brněnsko)
- Hřibová rezervace Stachy (okres Prachatice)

## Formy a variety

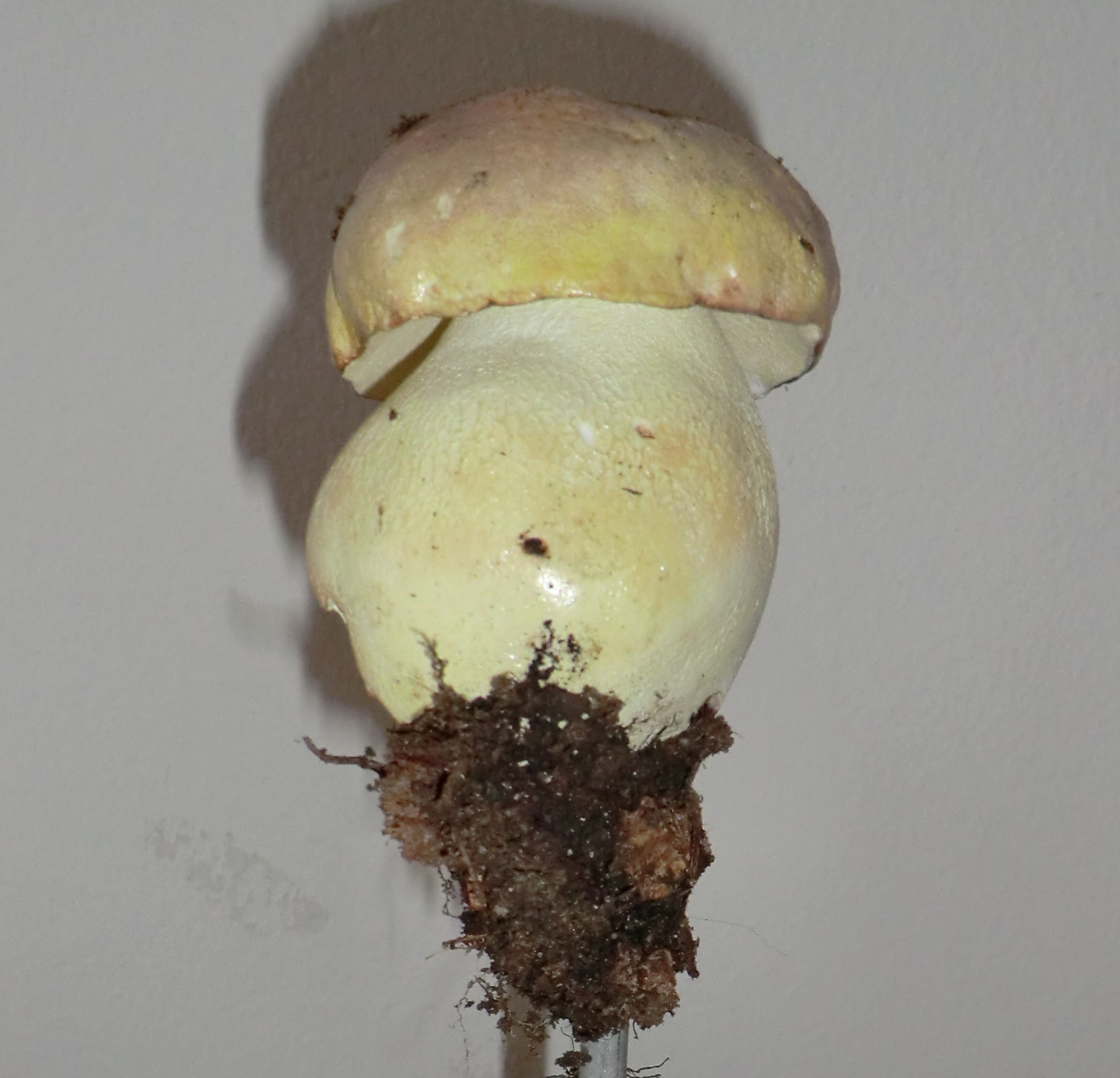
Hřib (smrkový) citronový

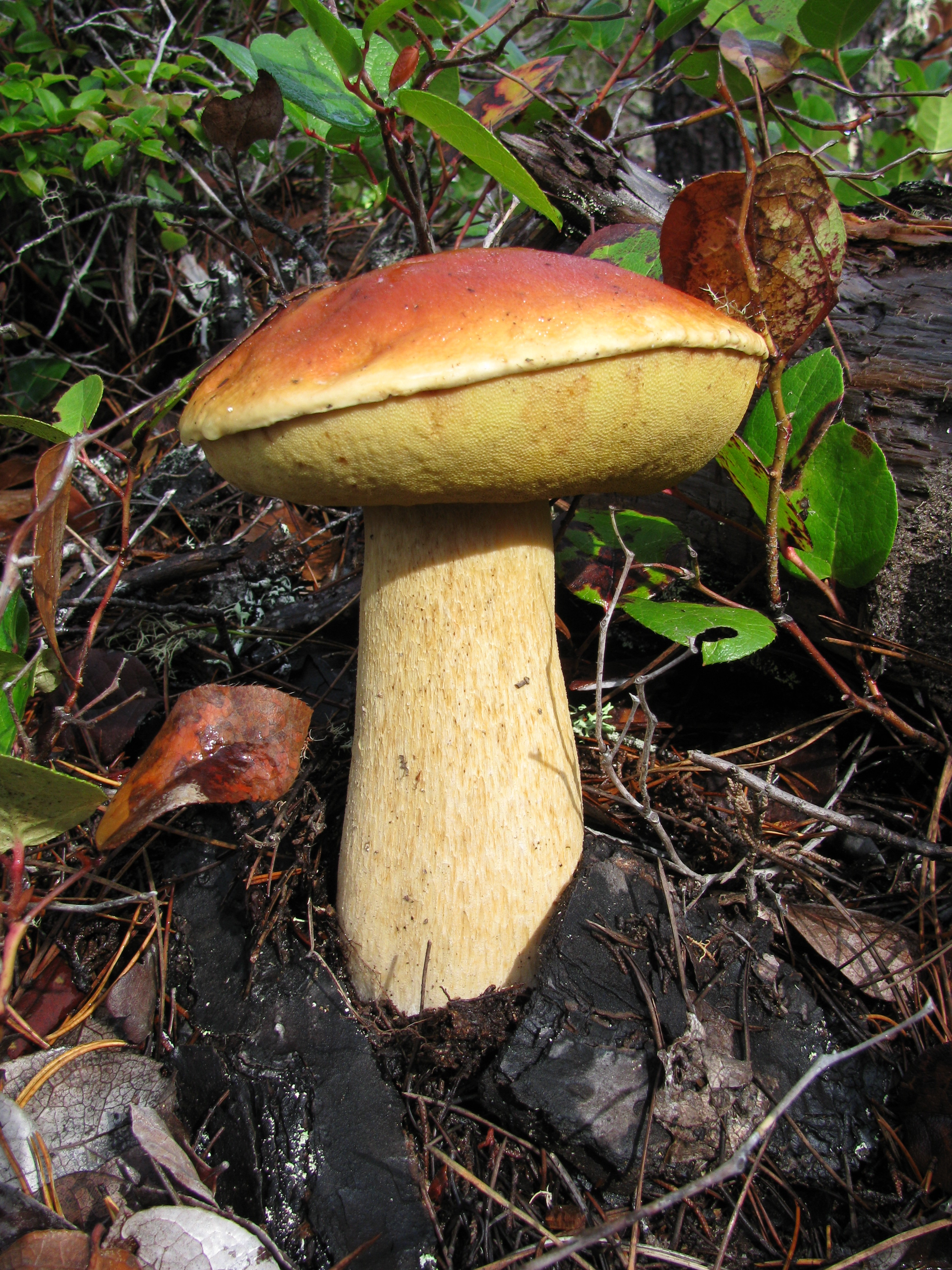
Boletus edulis var. grandedulis

### Hřib smrkový bílý
Boletus edulis f. albus Pers. (Muñoz) je bílá, odbarvená forma hřibu smrkového, která se vyskytuje na totožných stanovištích jako klasická forma, často ve společnosti běžně zbarvených plodnic. Tato forma je lidově zvána také hříbek bělohlavý nebo krátce bělohlávek.

### Hřib smrkový březový
Boletus edulis f. betulicola Vassilkov je světle až bíle zbarvená forma, která se vyskytuje pod břízami. Některými autory bývá uváděn jako samostatný druh hřib březový.

### Hřib smrkový citronový
Boletus edulis f. citrinus Venturi (Muñoz) se od klasické formy liší více či méně žlutě zbarveným kloboukem. Bývá uváděn také pod názvy hřib žlutavý nebo hřib kyjonohý (Boletus venturii Bon 1986 syn. Boletus edulis var. clavipes Peck 1889).

### Boletus edulisvar.grandedulis
Taxon, který se vyskytuje v Severní Americe („California king bolete“), popsal roku 2008 David Arora. Oproti klasickému hřibu smrkovému se liší většími plodnicemi, které mohou dosahovat značných rozměrů a hmotnosti (i 2 kg). Zbarvení klobouku kolísá od světle- až po tmavěhnědou. Velmi časté je žlutavé nebo červenavé zabarvení pokožky. Póry dospělých plodnic bývají načervenalé nebo nahnědlé.

### Boletus edulisf.quercicola
Boletus edulis f. quercicola Vassilkov 1966 syn. Boletus quercicola (Vassilkov) Singer 1977. Forma rostoucí pod duby. Geneticky identická s formou rostoucí pod jehličnany.

## Záměna
- hřib dubový (Boletus reticulatus)
- hřib borový (Boletus pinophilus) – tmavší hnědý klobouk s červeným nádechem a hrbolky
- hřib žlučový (Tylopilus felleus) – světlé rourky s růžovým nádechem

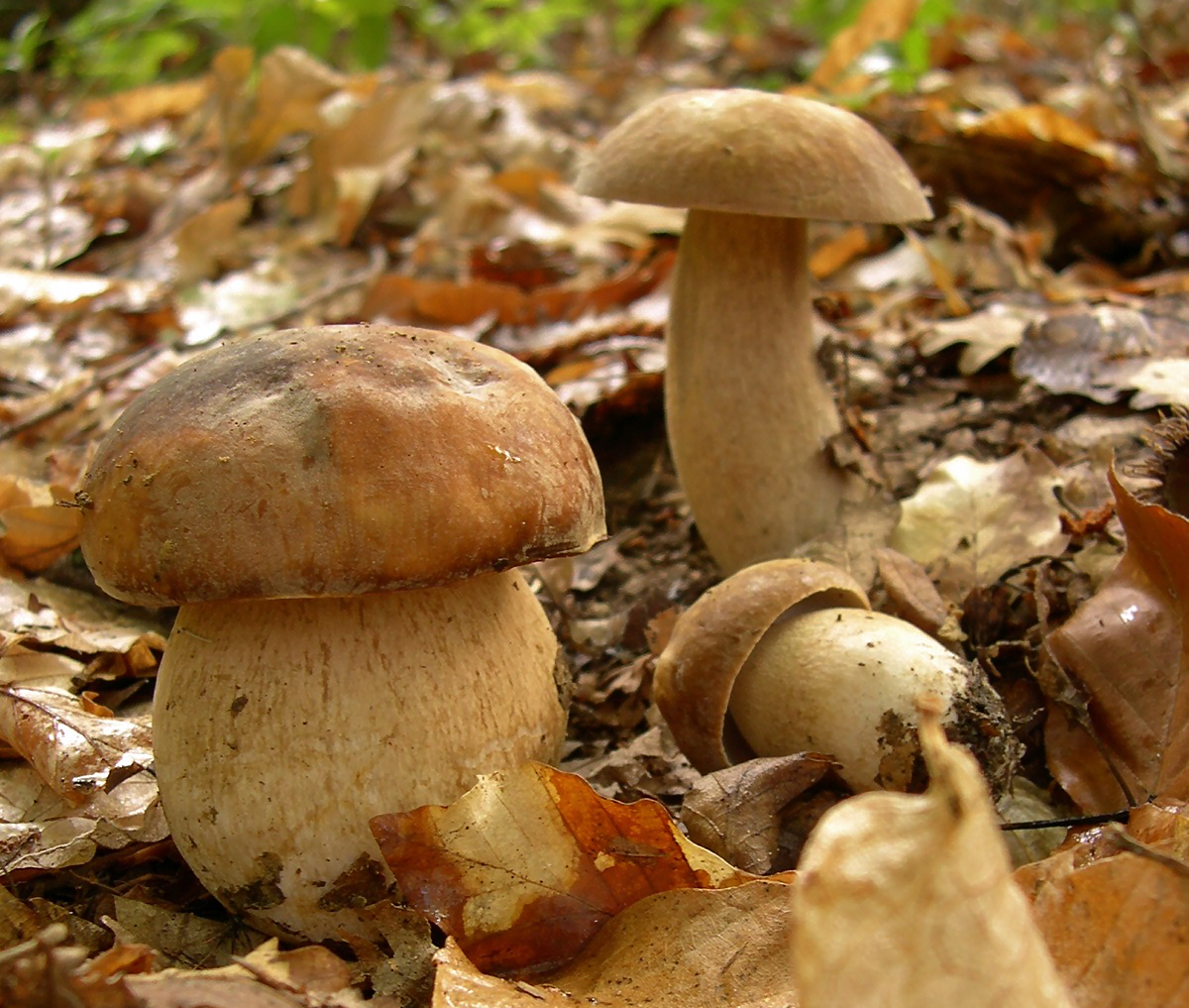
hřib dubový
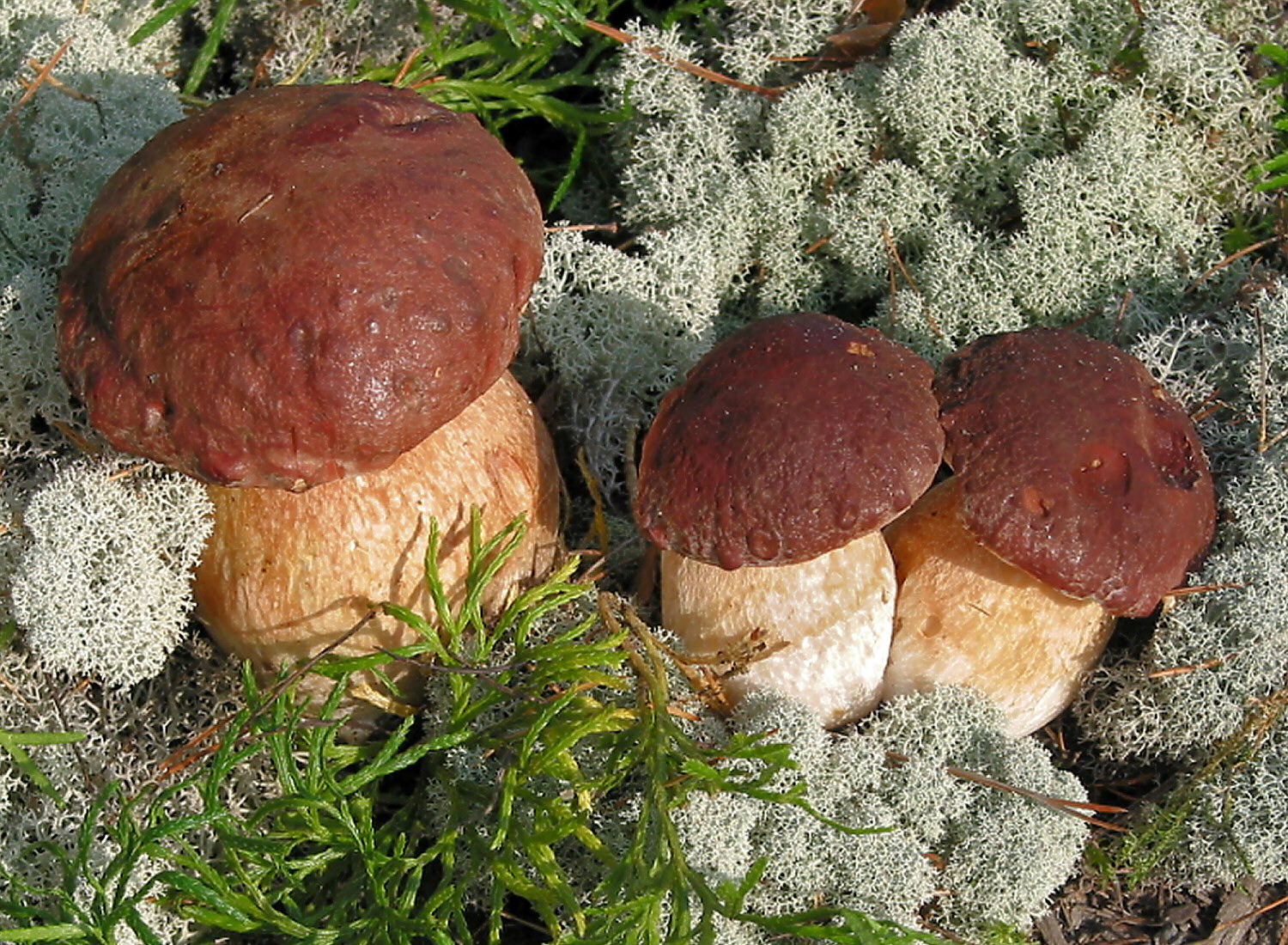
hřib borový
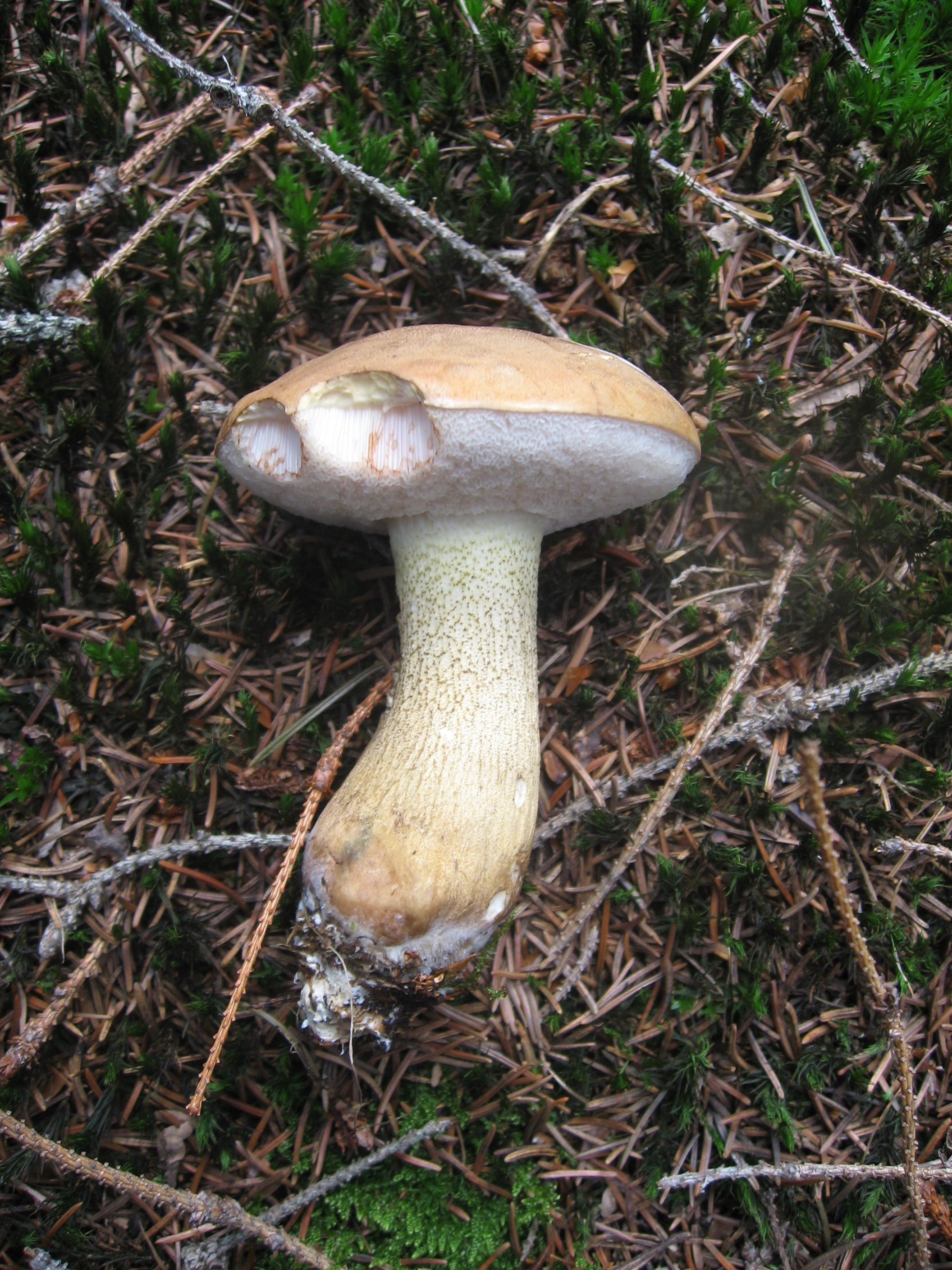
hřib žlučový

Hřib smrkový rostoucí pod listnáči je možné snadno zaměnit za hřib dubový (Boletus reticulatus). Oba druhy se liší řadou drobných znaků, které však nemusejí být zřetelné na všech plodnicích. Oba jsou jedlé a kvalitativně srovnatelné, takže je praktičtí houbaři obvykle nerozlišují. Podobný může být jedlý hřib borový (Boletus pinophilus), jehož klobouk je hrbolkatý s hnědočerveným odstínem.
Obávaná bývá záměna za nejedlý a hořký hřib žlučový (Tylopilus felleus) zvaný lidově hořčák. Jeho rourky stárnutím nezískávají zelený odstín a zůstávají bílé či světlé s narůžovělým nádechem. Houby lze rozlišit také ochutnáním malého kousku dužiny, která je v případě hřibu žlučového odporně hořká.
Velmi mladé (ještě nerozvité) plodnice mohou být nezkušenými houbaři zaměněny za nejedlé nebo jedovaté druhy lupenatých hub, jako jsou závojenka olovová (Entoloma sinuatum) nebo holubinka zápašná (Russula subfoetens). Ty však lze spolehlivě vyloučit podle přítomnosti lupenů.

## Galerie

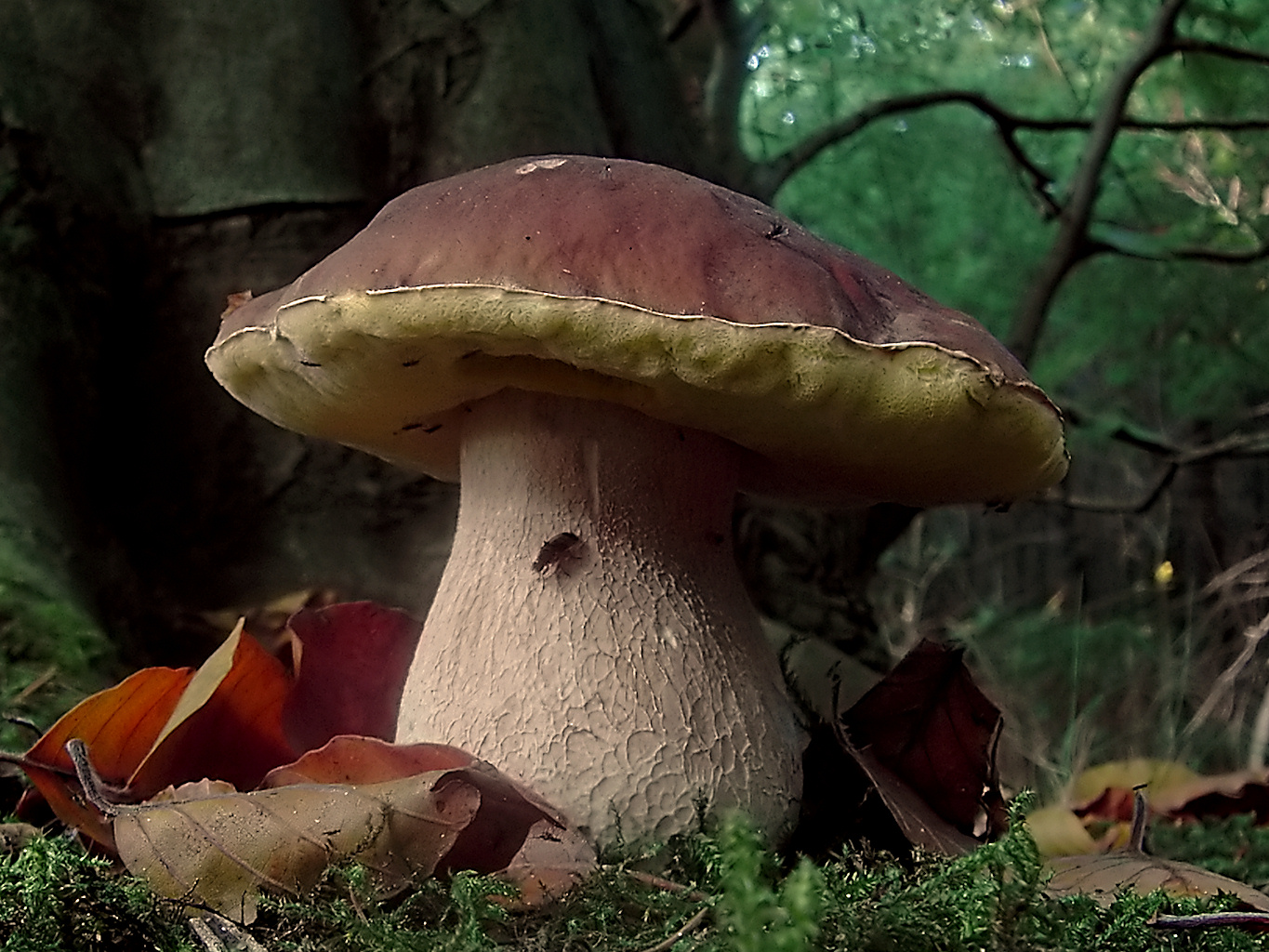
Detail
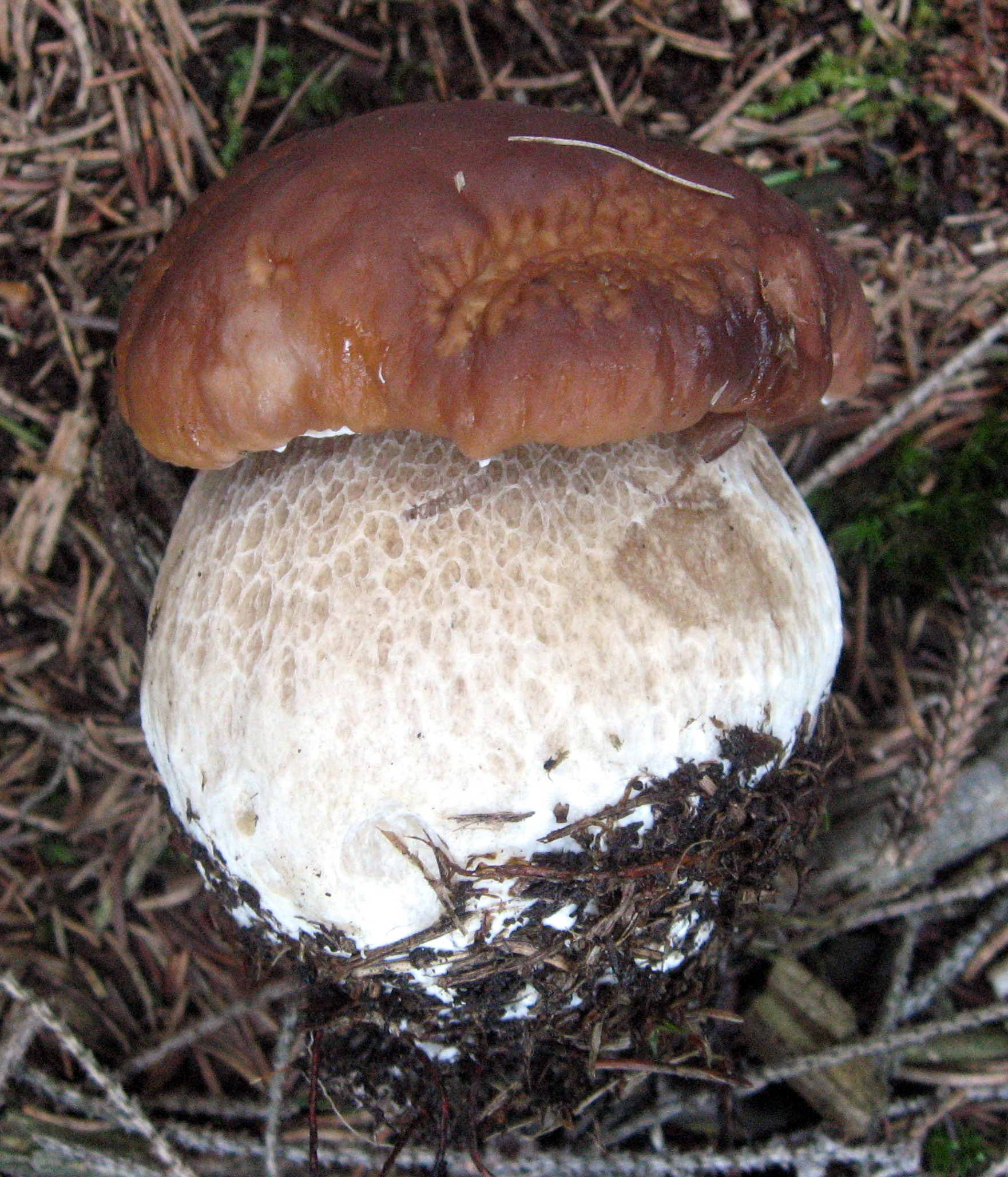
Mladá plodnice
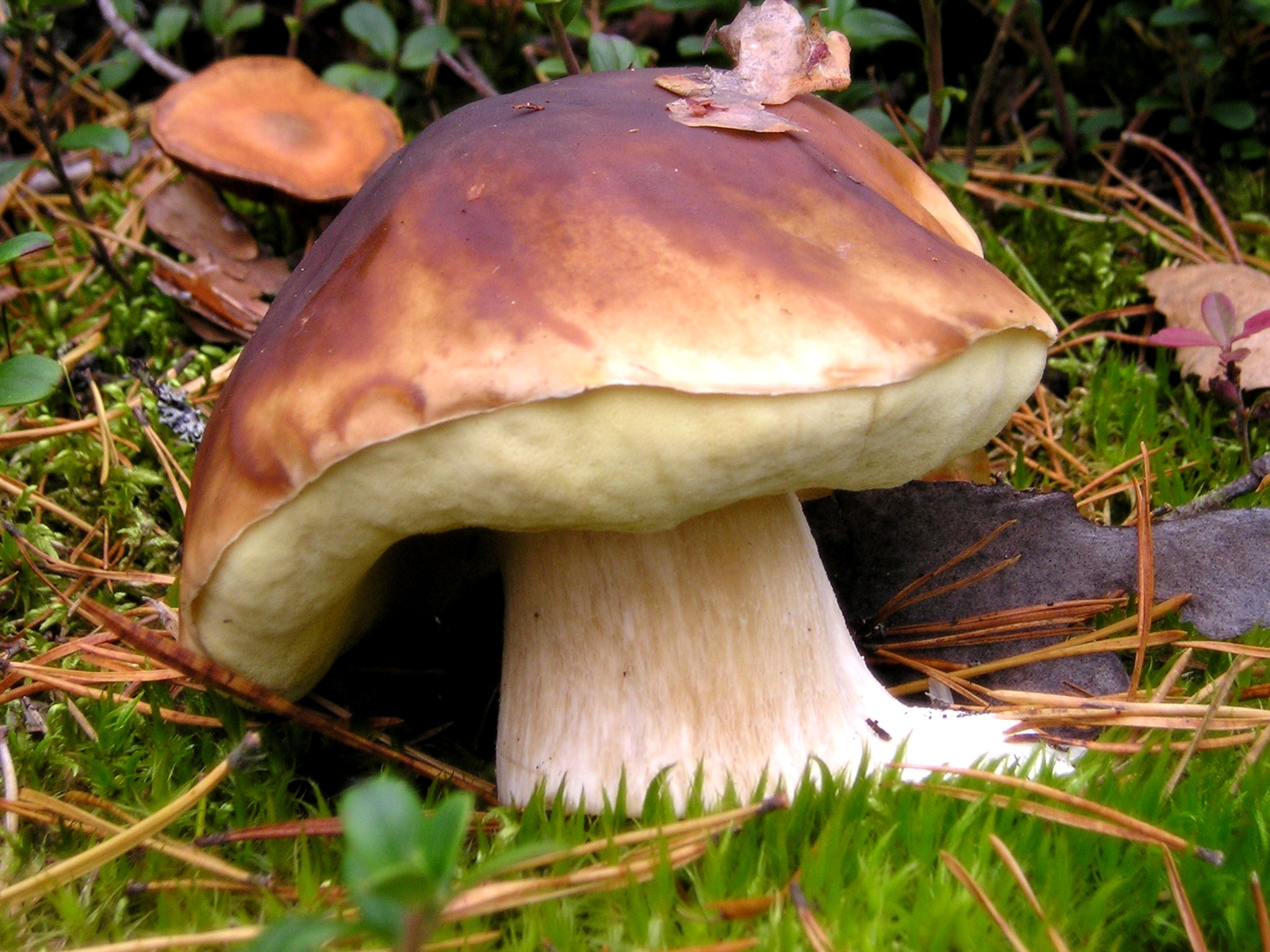
Starší plodnice
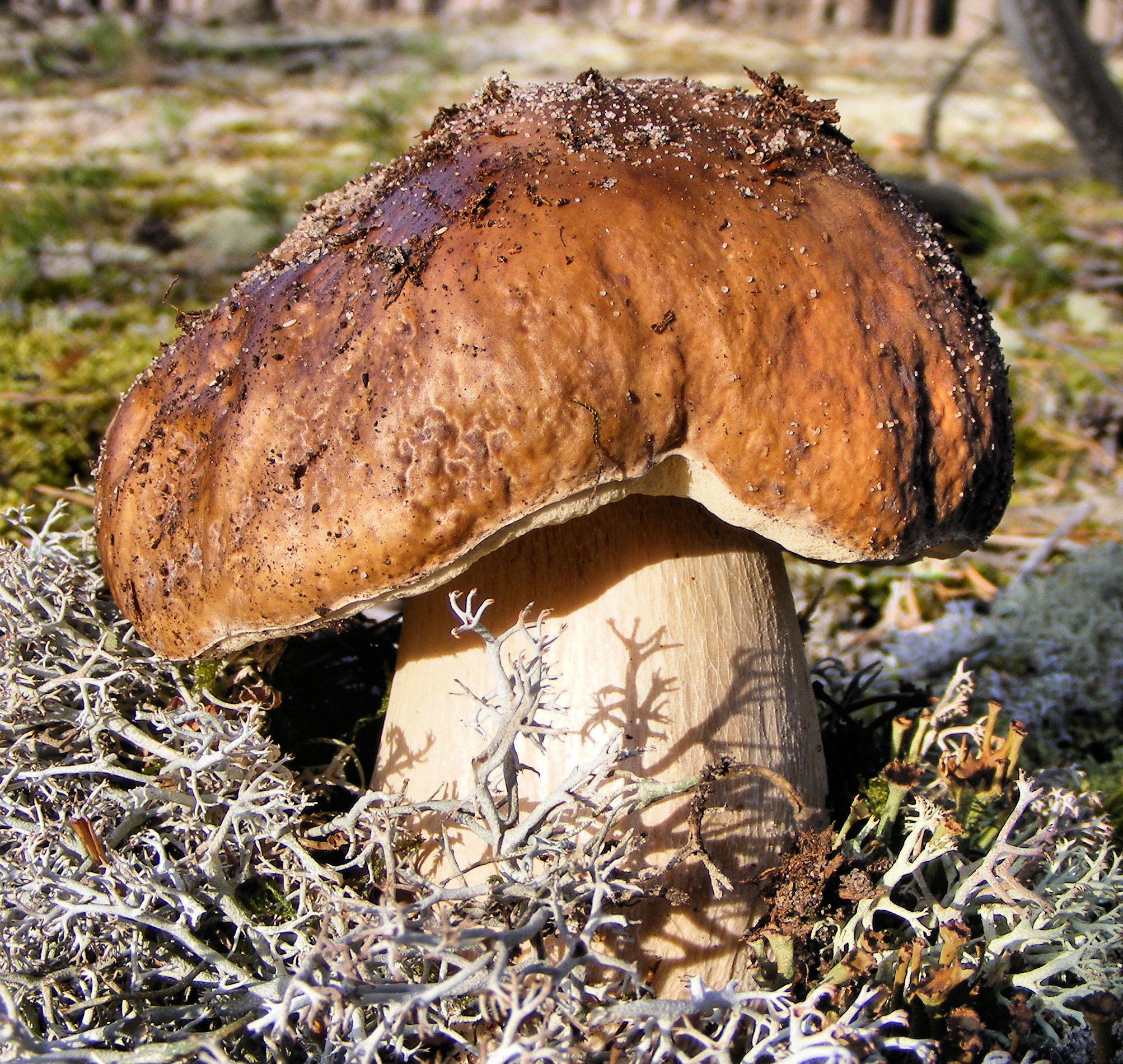
Velká plodnice
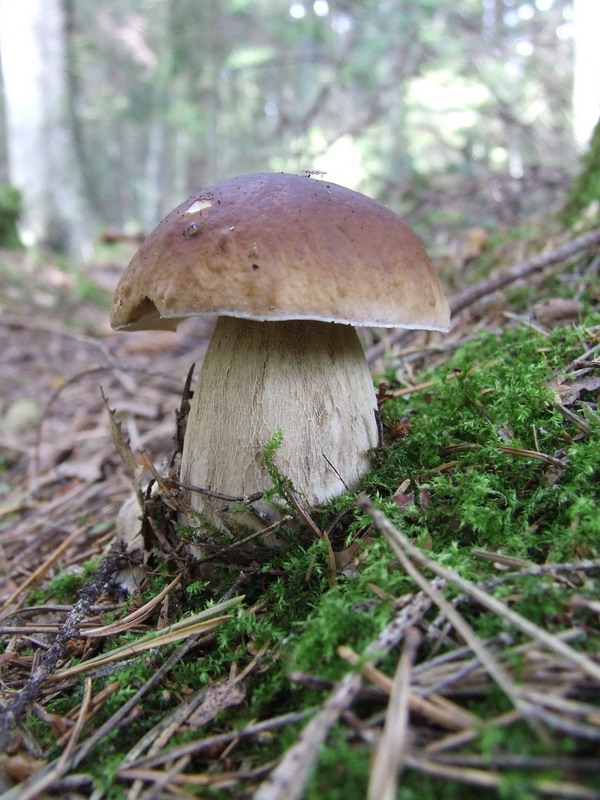
V lese
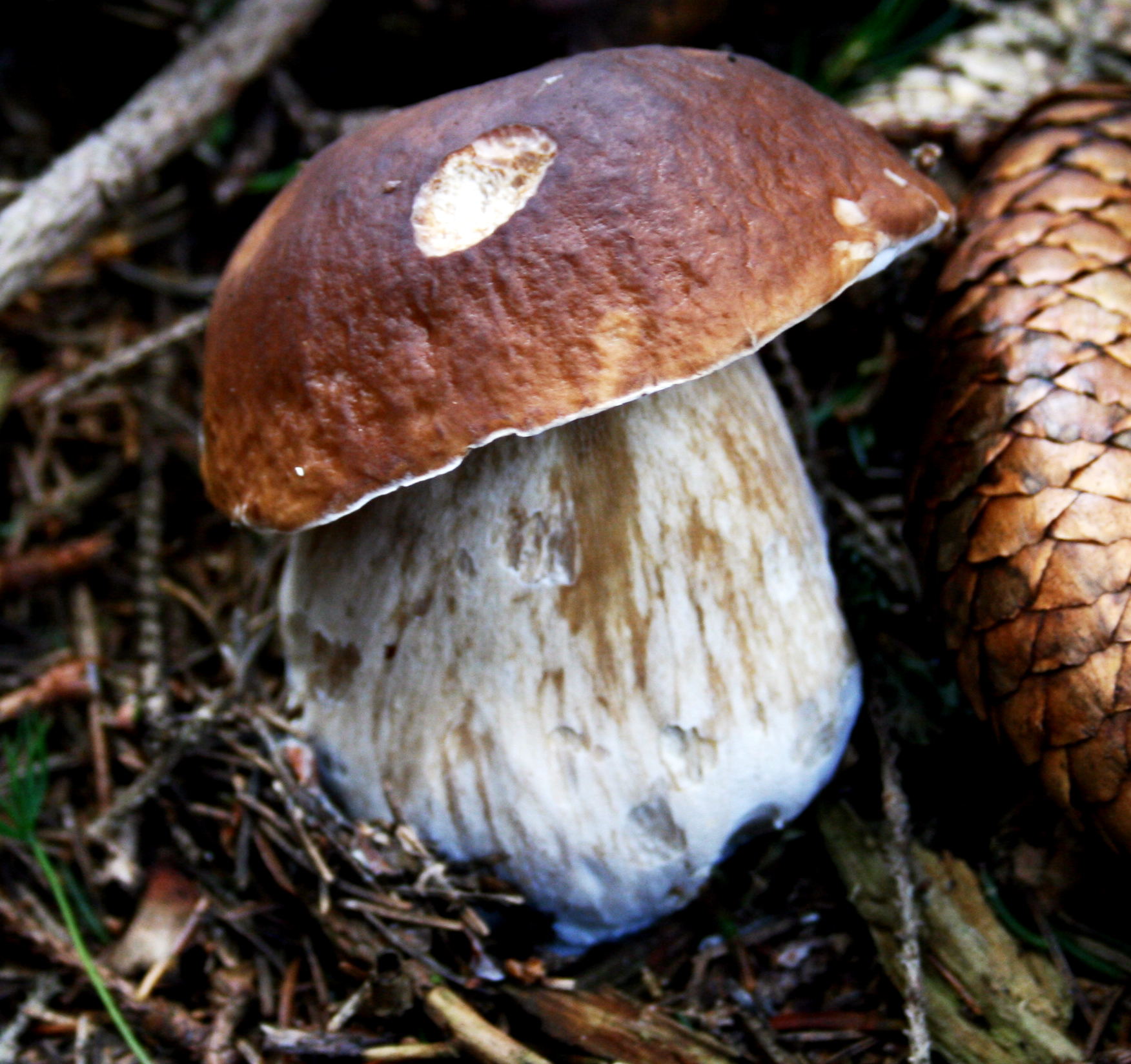
V lese
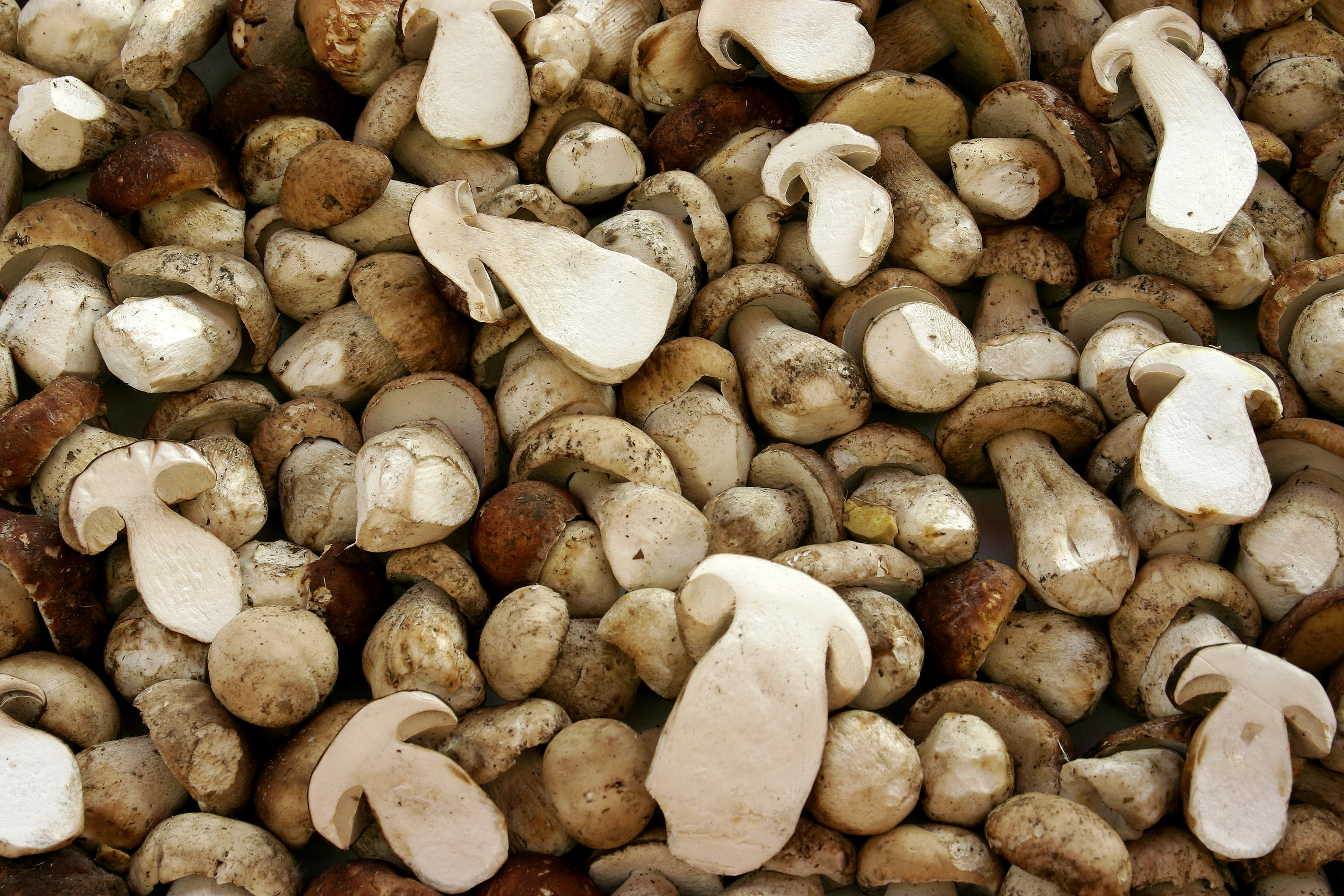
Houbařův úlovek
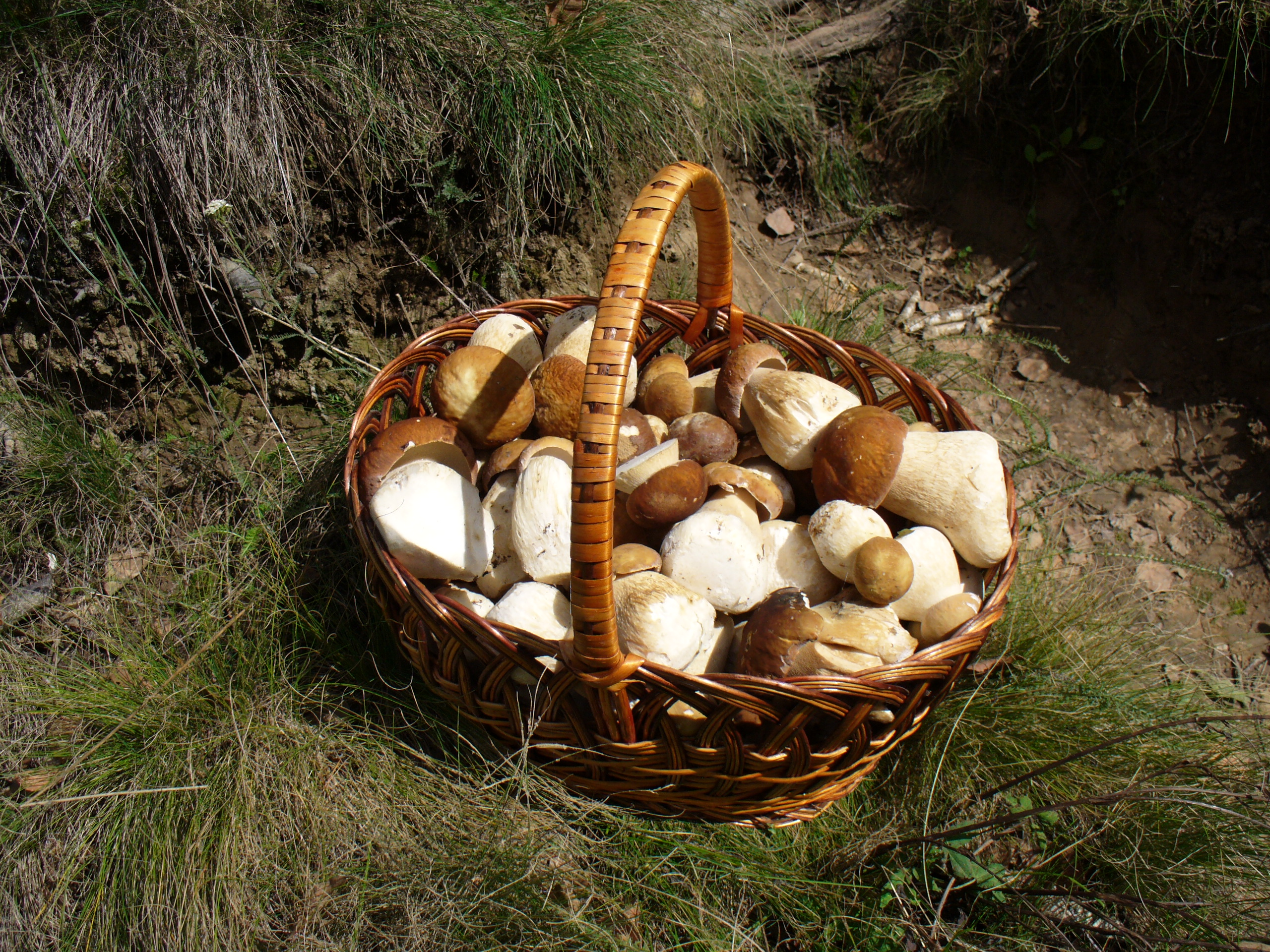
Houbařův úlovek
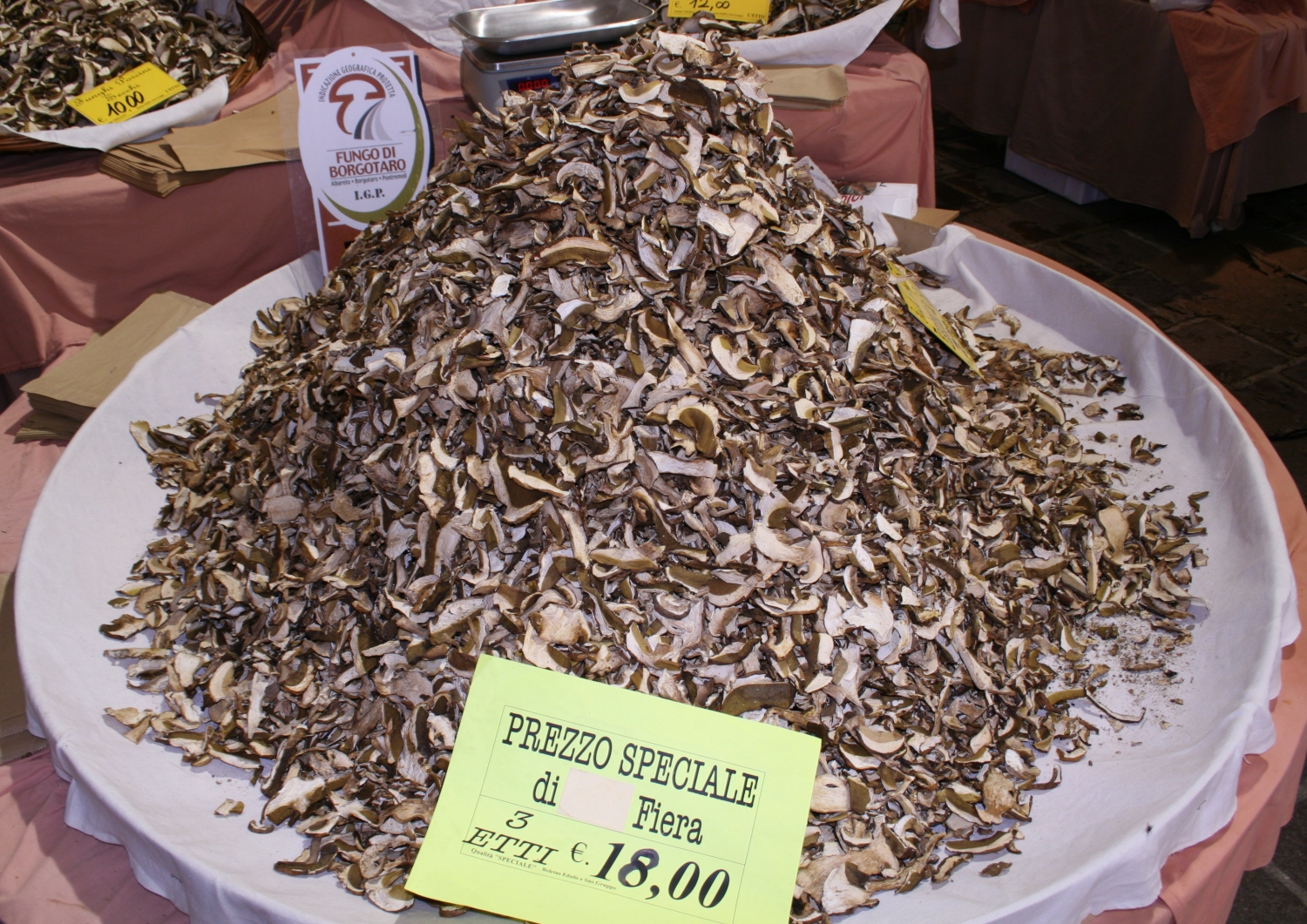
Sušený
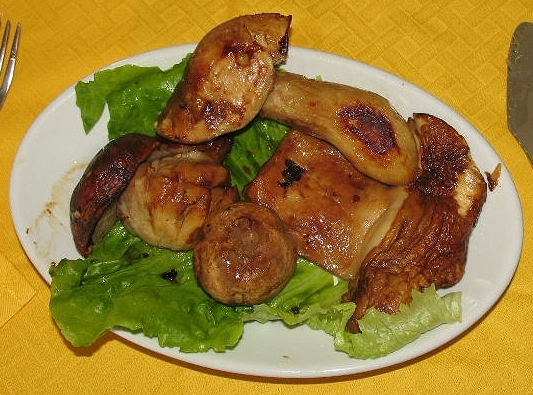
Osmažený
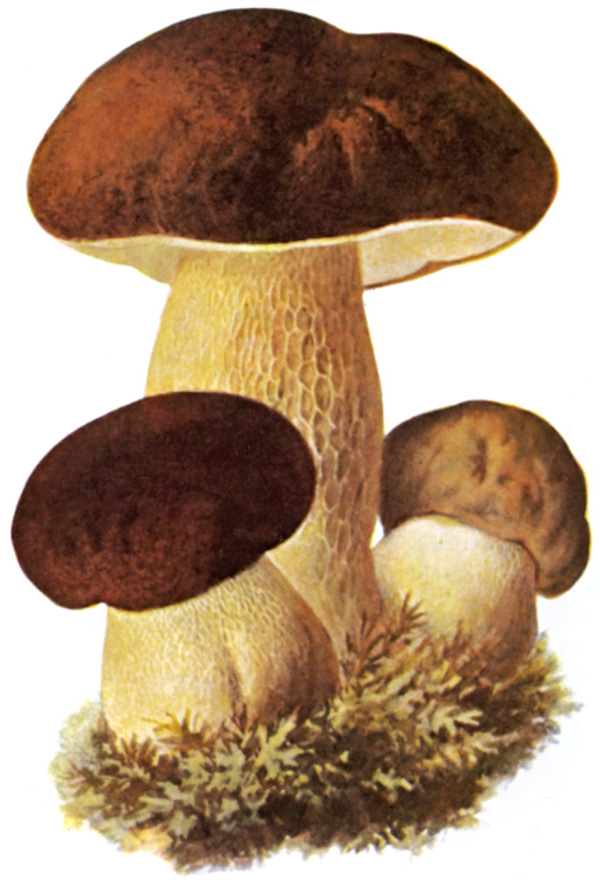
Ilustrace